# Invasão alemã da Bélgica (1914)
A invasão alemã da Bélgica foi uma campanha militar que começou em 4 de agosto de 1914. Em 24 de julho, o governo belga anunciou que, se a guerra viesse, manteria sua neutralidade. O governo belga mobilizou suas forças armadas em 31 de julho e um estado de alerta máximo (Kriegsgefahr) foi proclamado na Alemanha. Em 2 de agosto, o governo alemão enviou um ultimato à Bélgica, exigindo passagem pelo país e as forças alemãs invadiram Luxemburgo. Dois dias depois, o governo belga recusou as exigências alemãs e o governo britânico garantiu apoio militar à Bélgica. O governo alemão declarou guerra à Bélgica em 4 de agosto; As tropas alemãs cruzaram a fronteira e começaram a Batalha de Liège.

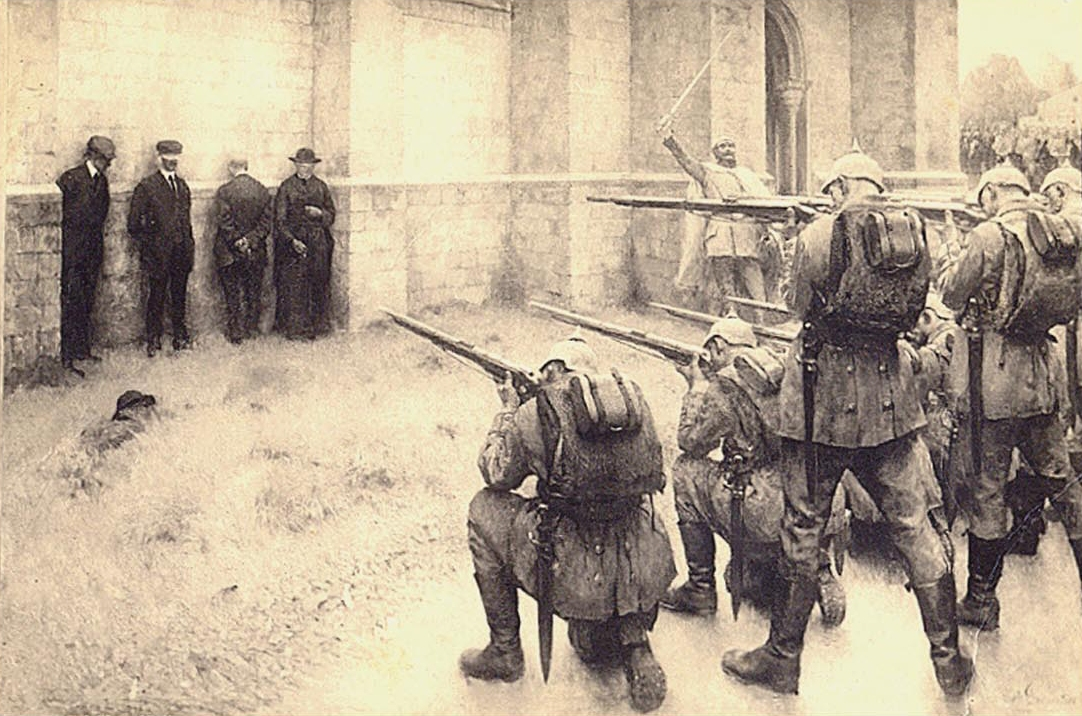
Representação da execução de civis em Blégny, por Évariste Carpentier.

As operações militares alemãs na Bélgica tinham como objetivo trazer o 1º, 2º e 3º Exércitos para posições na Bélgica a partir das quais eles poderiam invadir a França, o que, após a queda de Liège em 7 de agosto, levou a cercos de fortalezas belgas ao longo do rio Mosa em Namur e à rendição dos últimos fortes (16-17 de agosto). O governo abandonou a capital, Bruxelas, em 17 de agosto e depois de lutar no rio Gete, o exército de campo belga retirou-se para o oeste para o Reduto Nacional em Antuérpia em 19 de agosto. Bruxelas foi ocupada no dia seguinte - 20 de agosto - e o cerco de Namur começou em 21 de agosto.
Após a Batalha de Mons e a Batalha de Charleroi, a maior parte dos exércitos alemães marchou para o sul da França, deixando pequenas forças para guarnecer Bruxelas e as ferrovias belgas. O III Corpo de Reserva avançou para a zona fortificada em torno de Antuérpia e uma divisão do IV Corpo de Reserva assumiu o controle em Bruxelas. O exército de campo belga fez várias surtidas de Antuérpia no final de agosto e setembro para assediar as comunicações alemãs e ajudar a Força Expedicionária Francesa e Britânica (BEF), mantendo as tropas alemãs na Bélgica. A retirada das tropas alemãs para reforçar os principais exércitos na França foi adiada para repelir uma surtida belga de 9 a 13 de setembro e um corpo alemão em trânsito foi retido na Bélgica por vários dias. A resistência belga e o medo alemão de francos-tiradores levaram os alemães a implementar uma política de terror (schrecklichkeit) contra civis belgas logo após a invasão, na qual massacres, execuções, tomada de reféns e queima de cidades e vilas ocorreram e ficaram conhecidos como o Estupro da Bélgica.
Após o término da Batalha das Fronteiras, os exércitos franceses e o BEF começaram a Grande Retirada para a França (24 de agosto a 28 de setembro), o exército belga e pequenos destacamentos de tropas francesas e britânicas lutaram na Bélgica contra a cavalaria alemã e Jäger. Em 27 de agosto, um esquadrão do Royal Naval Air Service (RNAS) voou para Oostende, para realizar reconhecimento aéreo entre Bruges, Ghent e Ypres. Os fuzileiros navais desembarcaram na França em 19 e 20 de setembro e começaram a explorar a Bélgica desocupada em automóveis; uma Seção de Carros Blindados RNAS foi criada equipando veículos com aço à prova de balas. Em 2 de outubro, a Brigada de Fuzileiros Navais da Divisão Naval Real foi transferida para Antuérpia, seguida pelo resto da divisão em 6 de outubro. De 6 a 7 de outubro, a 7ª Divisão e a 3ª Divisão de Cavalaria desembarcaram em Zeebrugge e as forças navais reunidas em Dover foram formadas na Patrulha de Dover, para operar no Canal e na costa franco-belga. Apesar do pequeno reforço britânico, o cerco de Antuérpia terminou quando seu anel defensivo de fortes foi destruído pela artilharia superpesada alemã. A cidade foi abandonada em 9 de outubro e as forças aliadas se retiraram para Flandres Ocidental.
No final da Grande Retirada, a Corrida para o Mar (17 de setembro a 19 de outubro) começou, um período de tentativas recíprocas das forças alemãs e franco-britânicas de flanquear umas às outras, estendendo a linha de frente para o norte do Aisne, na Picardia, Artois e Flandres. As operações militares na Bélgica também se moveram para o oeste quando o exército belga se retirou de Antuérpia para a área próxima à fronteira com a França. O exército belga lutou na defensiva Batalha de Yser (16 a 31 de outubro) de Nieuwpoort (Nieuport) ao sul até Diksmuide (Dixmude), enquanto o 4º Exército alemão atacou para o oeste e tropas francesas, britânicas e algumas belgas lutaram na Primeira Batalha de Ypres (19 de outubro a 22 de novembro) contra os 4º e 6º exércitos alemães. Em novembro de 1914, a maior parte da Bélgica estava sob ocupação alemã e bloqueio naval aliado. Uma administração militar alemã foi estabelecida em 26 de agosto de 1914, para governar através do sistema administrativo belga pré-guerra, supervisionado por um pequeno grupo de oficiais e oficiais alemães. A Bélgica foi dividida em zonas administrativas, o Governo Geral de Bruxelas e seu interior; uma segunda zona, sob o 4º Exército, incluindo Ghent e Antuérpia e uma terceira zona sob a Marinha Alemã ao longo da costa. A ocupação alemã durou até o final de 1918.